# Слячанка
Слячанка (словац. Sliačanka) — річка в Словаччині, ліва притока Вагу, протікає в окрузі Ліптовський Мікулаш.
Довжина приблизно 9.8 км. Витік знаходиться в масиві Низькі Татри — схил гори Малий Салатін — на висоті близько 1120—1130 метрів. Протікає територією сіл Ліптовске Сліаче і Ліскова. Серед приток — Вишносляцький потік.
Впадає у Ваг на висоті приблизно 480—490 метрів.